# Sacred Underworld
Sacred Underworld — дополнение к ролевой компьютерной игре в жанре Action RPG Sacred. Разработчиком дополнения выступила немецкая компания Ascaron Entertainment. В России игра была выпущена издательством «Акелла» как «Князь Тьмы: Подземелья Анкарии».

## Сюжет
Как и в оригинальной игре, действие дополнения разворачивается на континенте Анкария.
Кампания продолжается с того места, где заканчивается сюжет оригинальной Sacred. Баронессе Маскарелльской Вилье приснился кошмар, где принц Валор пытается ее предупредить об опасности. Пытаясь разгадать видение, девушка приказывает открыть магический портал в подземный мир. Однако вместо Валора баронессе является демон, который похищает ее. Герой отправляется следом на поиски Вильи в подземный мир Анкарии.

## Отзывы
| Сводный рейтинг       | Сводный рейтинг     |
| Агрегатор             | Оценка              |
| --------------------- | ------------------- |
| GameRankings          | 73,58 %             |
| Metacritic            | 73/100 (10 обзоров) |
| MobyRank              | 78/100              |
| TopTenReviews         | [ 4 ]               |
| Иноязычные издания    |                     |
| Издание               | Оценка              |
| AllGame               | [ 5 ]               |
| CVG                   | 7,2/10              |
| GameSpot              | 7,0/10              |
| Русскоязычные издания |                     |
| Издание               | Оценка              |
| Absolute Games        | 49 %                |
| StopGame.ru           | 6,5/10              |
| «Игромания»           | 7,0/10              |
| «ЛКИ»                 | 74 %                |